# Calamagrostis chrysophylla
Calamagrostis chrysophylla är en gräsart som först beskrevs av Rodolfo Amando Philippi, och fick sitt nu gällande namn av Rafaël Herman Anna Govaerts. Calamagrostis chrysophylla ingår i släktet rör, och familjen gräs. Inga underarter finns listade i Catalogue of Life.